# Edmund Pery (1er vicomte Pery)
Edmund Sexton Pery (8 avril 1719 - 24 février 1806) est un homme politique anglo-irlandais qui est président de la Chambre des communes irlandaise entre 1771 et 1785.

## Biographie
Il est né à Limerick, dans l’une des familles les plus influentes de la ville sur le plan politique, fils aîné du révérend. Stackpole Pery et Jane Twigge.
Avocat  il devient membre de la Chambre des communes irlandaise pour la circonscription de Wicklow Borough en 1751 . Lors de la dissolution de la chambre à la suite du décès de George II, il est élu pour la circonscription de Limerick City et siège de 1761 à 1785, devenant président de la Chambre en 1771 . En 1783, il se présente également pour Dungannon, mais choisit de siéger pour Limerick City. Considéré comme l'un des hommes politiques les plus puissants d'Irlande à son époque, il dirige une faction comprenant son neveu, le futur comte de Limerick, et ses parents par alliance, les Hartstonges. Après sa démission, il a été nommé vicomte Pery, de Newtown Pery, près de la ville de Limerick dans la pairie d’Irlande, lui donnant le droit de siéger à la Chambre des lords irlandaise. Comme il n'a pas d'héritier masculin, son titre est éteint à sa mort .

## Rôle dans le développement de Limerick
Pery a joué un rôle dans l'histoire de l'architecture de Limerick. En 1765, il charge l'ingénieur Davis Ducart de concevoir un plan d'urbanisme pour les terres qu'il possède à la périphérie sud de la ville existante  ce qui conduit à la construction du quartier géorgien de la ville, connu plus tard sous le nom de Newtown Pery. Pery Square est nommé en son honneur .

## Famille
Il épouse Patricia Martin de Dublin en 1756, décédée un an plus tard, et ensuite Elizabeth Vesey, fille de John Vesey (1er baron Knapton). Lui et Elizabeth ont deux filles:
- Diana Pery, qui épouse Thomas Knox (1er comte de Ranfurly).
- Frances Pery, qui épouse Nicolson Calvert, député de Hertfordshire.

Le frère cadet de Pery, William Pery (1er baron Glentworth), est une figure marquante de l'Église d'Irlande. Il devient évêque de Killala puis évêque de Limerick et est anobli en tant que baron Glentworth. Le fils de William, Edmund Pery (1er comte de Limerick), est nommé comte de Limerick en 1803 à la suite de son soutien à l'Acte d'Union.